# La Llorona (film 2019)
La llorona è un film del 2019 diretto da Jayro Bustamante.

## Trama
Il generale Enrique Monteverde è sotto processo per crimini contro l'umanità a causa di un genocidio di cui fu responsabile decenni fa in una zona rurale del Guatemala. Nonostante venga inizialmente condannato, il procedimento viene dichiarato nullo e la sentenza è nulla. Tornato a casa con la famiglia, tra le proteste di chi è insoddisfatto dell'esito del processo, l'uomo comincia a sentire una donna piangere di notte e a vivere alcuni eventi soprannaturali. Le sue azioni irregolari spaventano i dipendenti della casa, che decidono di dimettersi, spingendo l'arrivo di una misteriosa giovane donna di nome Alma per lavorare come domestica.